# Reserva nacional Dorsal de Nasca
La reserva nacional Dorsal de Nasca es un Área Natural Protegida en el Perú. Fue creada el 5 de junio de 2021, mediante el Decreto Supremo N° 008-2021-MINAM. Tiene una extensión de 62,392 kilómetros cuadrados, convirtiéndose en el área protegida más grande del Perú.

## Ubicación
Esta Reserva Nacional está ubicada a 105 kilómetros de distancia del litoral peruano, frente a la región Ica. Cubre áreas que tienen más de 3,000 metros de profundidad y una superficie de 62,392.0575 km².

## Especies
En su territorio se han identificado 32 especies de importancia comercial. Las especies marinas más importantes son: el atún aleta, el bonito, la caballa, el jurel, el pez espada y el tiburón azul. Así mismo, en el área superficial encontramos especies migratorias, como los albatros de Salvín y la tortuga cabezona.